# مدیسن بامگارنر
مدیسن بامگارنر معروف به مَدبام (انگلیسی: Madison Bumgarner؛ زادهٔ ۱ اوت ۱۹۸۹) پیچر آغاز کنندهٔ آمریکایی تیم بیس‌بال سن فرنسیسکو جاینتس در لیگ برتر بیسبال آمریکا است. او باارزش‌ترین بازیکن سری جهانی ۲۰۱۴ شد که در آن برای سومین بار به همراه جاینتس به قهرمانی رسید.